# Thomas Massey House

Eine Aufnahme nach 1933

Das Thomas Massey House (oftmals auch 1696 Thomas Massey House) ist ein historisches Gebäude in der Lawrence Road in Broomall im Delaware County im US-Bundesstaat Pennsylvania. Es wurde am 16. November 1970 ins National Register of Historic Places, dem offiziellen Verzeichnis der amerikanischen Kulturdenkmäler aufgenommen. Das 1696 erbaute zweistöckige Haus gilt heute als einzigartig, da es zum großen Teil im Originalzustand erhalten ist.

## Geschichte
1696 ergänzte der damals neue Landeigner, der Quäker Thomas Massey, noch heute erhaltene Ziegelsteine zu einem bereits bestehenden, aber unfertigen Blockhaus, von welchem bis dahin lediglich die Rahmenstruktur stand. 1731 ersetzte sein Sohn, Mordecai Massey, die Holzteile des Hauses durch Stein und baute eine Küche ein. Letztere wurde um 1860 herum noch erweitert, in dem ein Raum über der Küche hinzugefügt wurde. Bei der Restauration in den 1960er Jahren fand man Nachweise für einen im frühen 18. Jahrhundert existierenden Ofen, sowie einen Bienenstock, welche im Zuge der Restauration nach historischen Vorbildern wieder hergestellt wurden.

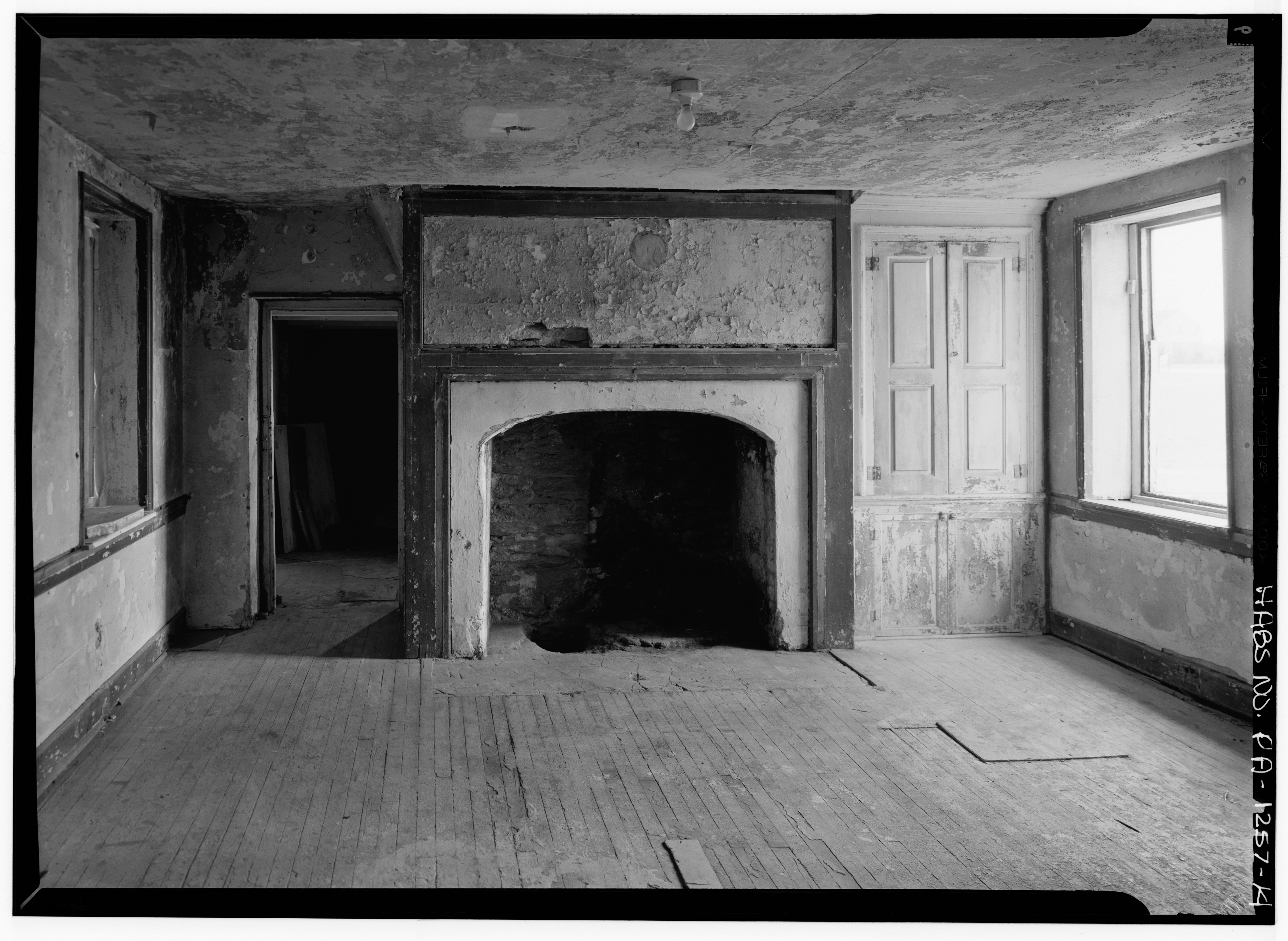
Innenaufnahme vor 1964

Bis 1925 blieb das Massey House im Besitz der Familie. In den 1930er Jahren wurde das Gebäude als Farmhaus verwendet. Heizungsrohre und elektrischer Strom erhielten Einzug. Als das umliegende Land bebaut wurde, umfasste das zugehörige Grundstück statt der ursprünglichen Größe von 100 Acre nur noch 1 Acre.
1964 kaufte ein Nachfahre Masseys, Lawrence M.C. Smith, das Haus und überließ es der Marple Township zur Restauration, welche zehn Jahre andauern sollte und vom Architekten John Milner durchgeführt wurde. Seitdem ist das Haus auch mit erhaltenen Möbeln aus dem späten 17. Jahrhundert und dem 18. Jahrhundert ausgestattet. Den Architekturstil nennt man Kolonialstil.

## Museum
Das Thomas Massey House ist heute als Museum der Öffentlichkeit zugänglich. Von April bis Oktober kann das Gebäude außerhalb der Ferien sonntags von 13:00 bis 16:00 Uhr besichtigt werden. Es ist saisonal dekoriert und mit authentischen Elementen des 17. und 18. Jahrhunderts ausgestattet, darunter einige der ursprünglichen Vorrichtungen des Hauses, wie Schränke, Möbel, Koch- und Essgeschirr, Bücher und Werkzeuge.
Spezielle Veranstaltungen, wie Vorträge, Demonstrationen, Dinner, Kochkurse, Gärtnerpräsentationen und die Anmietung für geselliges Beisammensein sind das ganze Jahr über möglich. Bei Abendessen wird in der originalgetreuen Küche ein Mahl aus der amerikanischen Kolonialzeit angerichtet und im Haus serviert.

## Thomas Massey und die Familie Massey
Der Engländer Thomas Massey wurde 1663 in Marpoole (Marple) in der Grafschaft Cheshire geboren. Er war ein Quäker.
Massey gilt als der Stammvater des amerikanischen Zweiges der Familie Massey. Er verließ als junger Mann von York aus seine Heimat und erreichte mit dem Schiff Endeavor die Neue Welt am 29. September 1683 im Alter von 20 Jahren als einer von acht Vertragsknechten von Francis Stanfield, der ihnen die Überfahrt ermöglichte. Das Schiff der Überfahrt, eine so genannte Ketch, hieß Endeavoure und ist eines von zahlreichen Schiffen dieses Namens, allerdings nicht zu verwechseln mit der berühmten Endeavour von James Cook. Er erreichte die späteren Vereinigten Staaten im heutigen Gebiet von Chester County über den Delaware River. Die sieben Jahre jüngere Phoebe Taylor war zusammen mit ihrer Mutter, fünf Geschwistern und ihrem Onkel Daniel Williamson mit an Bord. Ihr Vater, Robert Taylor, war bereits zuvor in die Neue Welt aufgebrochen. Thomas Massey und Phoebe Taylor heirateten 1692. Zuvor erfüllte Massey seinen Dienst bei Francis Stanfield und erhielt anschließend die vertraglich versprochenen 50 Acre Land, sowie weitere 50 Acre von William Penn im heutigen Gebiet von Broomall, damals noch zur Marple Township gehörig. 1696 konnte er von James Stanfield, dem Sohn seines einstigen Masters, weitere 300 Acre Land kaufen. Mit seiner Ehefrau bekam er sieben Kinder: Esther (1693), Mordecai (1695), James (1697), Hannah (1699), Thomas (1701), Phoebe (1705) und Mary (1707). Massey arbeitet als Geschworener, Schutzmann und Straßenbeauftragter. Am 18. November 1707 starb er in Chester County. Er besaß inzwischen 800 Acre Land. 1708 wurde sein letzter Wille vollzogen, in dem sein ältester Sohn, Mordecai Massey sein Haus und Grundstück erbte, unter der Bedingung, dass seine Ehefrau ein eigenes Zimmer, sowie eine Kuh und ein Pferd behalten durfte. Dies wurde im so genannten Will Book von Philadelphia festgehalten. 1709 heiratete sie den Witwer Bartholomew Coppock, der zwei Kinder hatte.
Mordecai Massey heiratete 1731 Rebecca Rhoads.
Zu den späteren Bewohnern des Massey House gehörten Henry und Hannah Massey Lawrence.